# アンディ・ウー
アンディ・ウー（生年月日不明 - ）は、日本の覆面レスラー。兵庫県尼崎市出身。

## 経歴
2012年のJUNIOR HYPER LEAGUEに中国代表として出場が発表される。しかし、公開練習時のコメントで、実は日本出身の日本人で、全日本プロレスで同年7月15日付けでプロレス・デビューすることを明かした。7月15日の京都KBSホール大会で、中之上靖文と組み田中稔&Gilletteと対戦して正式にデビュー。
リーグ戦では全敗で終了。
以後は主に前座試合で下積みを続け、2013年のJUNIOR HYPER TAG LEAGUEにはSUSHIとのタッグで出場。決勝進出はならなかったものの、2勝3敗と敢闘した。優勝戦翌日の4月8日、練習生の稲葉大樹と共に無期限のメキシコ武者修行が発表された。
2013年6月の同団体分裂騒動時に他選手とともに退団し新団体のWRESTLE-1に参加。移籍後もメキシコ修行を継続し、公式サイトの選手紹介に当初は記載が無かったが（公式パンフレットには記載）、2013年11月16日に初参戦。2014年より師匠のパンニャン老師とともにWRESTLE-1で活動中。
WRESTLE-1活動停止のため2020年3月31日付をもって選手契約終了となる。
その後はフリーランスとして活動をはじめ、タッグパートナーである河野真幸との自主興行「VAMOSTAR」を定期的に開催。
2022年6月10日、VAMOSTARのリングアナ、タレントの櫻田愛実との結婚を発表。

## タイトル歴
WRESTLE-1
- WRESTLE-1クルーザーディビジョン王座：4回（第2代、第8代、第10代、第13代）
- UWA世界6人タッグ王座：3回
  - 第51代（w/ 稲葉大樹&吉岡世起）
  - 第55代（w/ 土肥孝司&熊ゴロー）
  - 第67代（w/ HUB&アルティメット・スパイダーJr.）[注 1]

コレガプロレス
- キング・オブ・コレガ王座：1回（初代）

沖縄プロレス
- 沖縄プロレス王座：2回（第5代、第7代）

プロレスリング・SECRET BASE
- キャプテン・オブ・ザ・シークレットベース無差別級タッグ王座：1回（第9代 w/ アミーゴ鈴木）

## 得意技
飛鴻
フェイホンと読む。カサドーラで飛び付いて、前方回転エビの要領で相手を叩きつけるフェイスバスター。名前の由来は、中国伝説の武術家、そして香港の有名アクション映画シリーズの主人公、黄飛鴻の名前から。
水面蹴り
キリモミ式片足ドロップキック
正拳突き
無影脚
旋風脚
水能覆舟

## 入場曲
- 『GREAT WALL』（足立知謙）[6]

## メディア出演

### CM
- キリン メッツ「GET FORCE」篇（キリンビバレッジ）[7]2015年11月 -

### 舞台
- 撃弾☆ボディプレス『イキザマ』（2015年12月25日 - 27日、北千住シアター1010）[8]